# Текирска река
Текирска река е река в Южна България – Област Стара Загора, община Чирпан и Област Пловдив, община Първомай, ляв приток на река Марица. Дължината ѝ е 33 km.
Текирска река извира под името Малката река на 479 m н.в. в южното подножие на Чирпанските възвишения на около 2,8 km северно от село Средно градище, община Чирпан. Реката ориентира течението си в южна посока и протича в дълбока долина. След село Спасово навлиза в Горнотракийската низина, като тук долината ѝ е плитка и с малък надлъжен наклон. Влива се отляво в река Марица на 116 m н.в., на 600 m южно от село Добри дол, община Първомай.
Площта на водосборния басейн на реката е 96 km2, което представлява 0,18% от водосборния басейн на Марица, а границите на басейна ѝ са следните:
- на запад – с водосборния басейн на Омуровска река, ляв приток на Марица;
- на изток – с водосборния басейн на Старата река, ляв приток на Марица.

Основен приток – Сухата река (десен).
Реката е с дъждовно подхранване, като максимумът е в периода януари-май, а минимумът – юли-октомври.
По течението на реката са разположени село Средно градище и град Чирпан.
В Горнотракийската низина водите на реката се използват за напояване, като за целта по течението ѝ са изградени 3 микроязовира (най-голям язовир „Чирпан").

## Топографска карта
- Лист от карта K-35-51. Мащаб: 1 : 100 000.
- Лист от карта K-35-63. Мащаб: 1 : 100 000.